# Junkerhof de Toruń

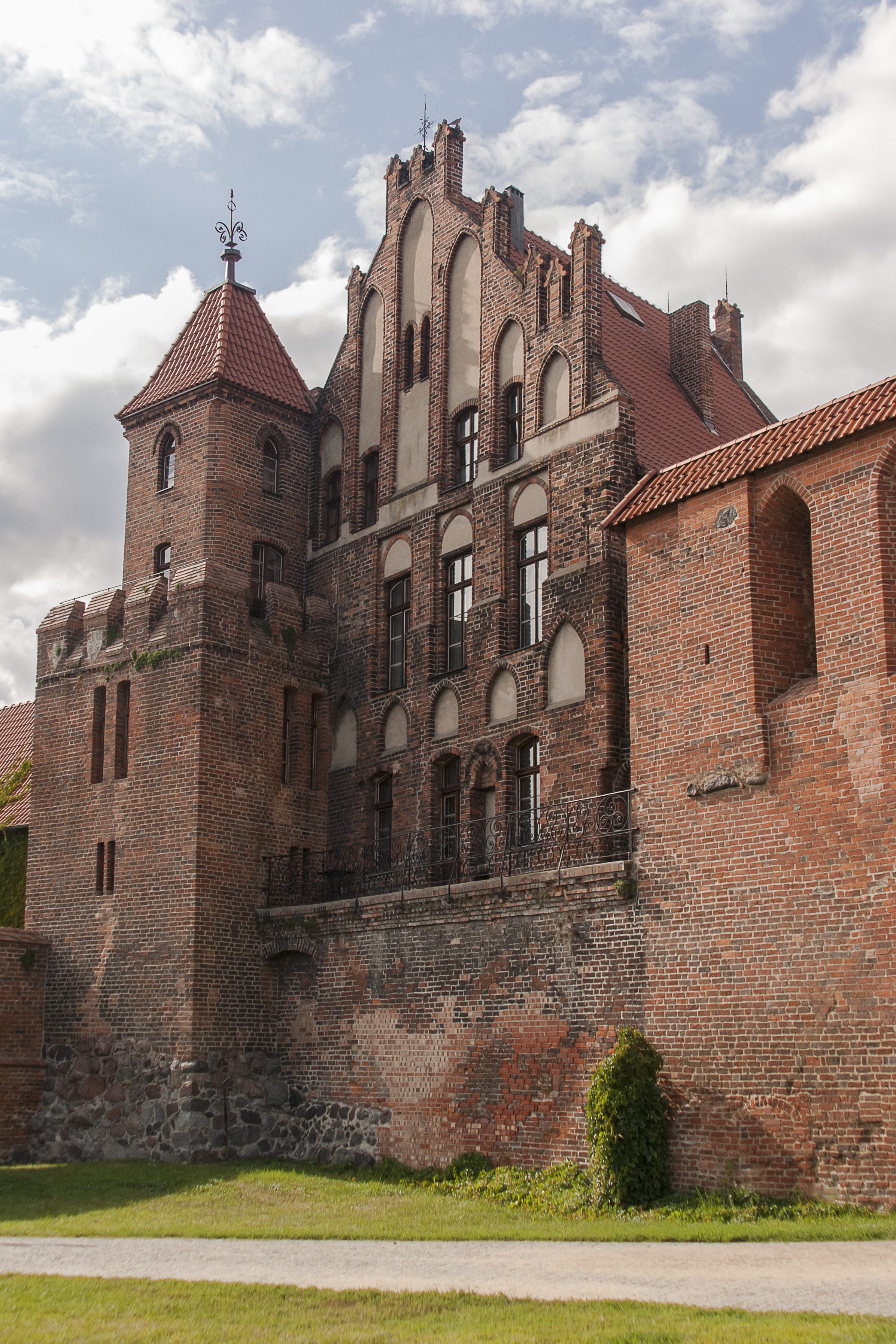
Junkerhof / Bürgerhof à Torun

Le Junkerhof (en polonais : Dwór Mieszczański - Bürgerhof) à Toruń (Thorn) était la résidence d'été de la confrérie Saint-Georges. Cette association de patriciens possédait la cour d'Artus depuis 1310-1311, date de la conclusion de la deuxième paix de Thorn en 1466.

## Histoire
Après que les citoyens de la ville eurent détruit le château de l'Ordre teutonique dans la ville en 1454, la confrérie fit construire un second domicile en 1489 à côté de la « Warte », la tour d'angle sud-ouest du château, probablement en briques en provenance du château en ruines. Depuis lors, il a été intégré dans l'enceinte de la vieille ville face à la rive de la Vistule et se dresse entre le fossé ouest et la porte du pont. Le bâtiment a ensuite été utilisé comme école. Le caractère gothique a été temporairement perdu par plusieurs modifications, mais il a été restauré au XIXe siècle. 

## Usage actuel
Aujourd'hui, le Dwór Mieszczański est utilisé par l'Association des villes jumelles de Toruń. Il est aussi appelé « Dwór Bractwa Św. Jerzego » (tribunal de la confrérie de St Georges). Les deux noms peuvent prêter à confusion : Junkers et citoyens étaient des groupes sociaux très différents, et « Hof der Georgsbruderschaft » est en même temps une caractérisation de la cour arthurienne.

## Liens web
- Portail officiel de la ville de Toruń : Dwor-Mieszczanski (en polonais)
- Maren Rathke :, Mazurie avec Königsberg, Dantzig et Thorn. Guide de voyage. Trescher Verlag, 2014  (ISBN 978-3-89794-264-6), p. 96, Thorn - Ordensburg "... Bürgerhof ..." (recherche de livres Google)
- Hartmut Boockmann : La ville à la fin du Moyen Âge. CH Beck, 1986  (ISBN 3-406-31565-8), Chapitre 6 Vie quotidienne, page 83 no 128, Der Junkerhof in Thorn (Google Book Search)